# PhpGedView
PhpGedView ist eine freie Webanwendung zur Darstellung von Stammbäumen und Arbeit mit genealogischen Daten nach dem GEDCOM-Format. Es wurde gegründet von John Finlay, der das Projekt auch leitet.
Das Programm wird zusammen mit einer GEDCOM-Datei auf einem Webserver installiert. Zum Erstellen, Bearbeiten und Hochladen der GEDCOM-Datei kann ein externes Genealogie-Programm verwendet werden. Die Daten können aber auch direkt in PhpGedView von verschiedenen Benutzern über die Web-Oberfläche eingepflegt und bearbeitet werden. Bis Version 3 funktionierte PhpGedView auch ohne Datenbank in einem Index-Modus auf Dateien. Ab Version 4 wird eine Datenbank benötigt, wobei MySQL, PostgreSQL, Microsoft SQL Server oder SQLite zur Auswahl stehen. Seit PhpGedview-Version 4.2.2 wird mindestens PHP-Version 5.2 benötigt. Seit dem 6. November 2017 wird PhpGedView 4.3.0 als „latest version“ angeboten, das allerdings maximal mit PHP 7.2 arbeitet, nicht aber mit der seit 2023 aktuellen PHP-Version 8.2. 
Seit 2010 gibt es die Abspaltung webtrees, welche u. a. von einem Teil der Entwickler von PhpGedView betreut wird.

## Funktionen
Es stehen verschiedene Darstellungsmöglichkeiten für die genealogischen Daten zur Verfügung, unter anderem Ahnen- und Familienbuch-Diagramm, Darstellung als „Sanduhr“, Stammbaum oder Nachfahrenbaum.
Weitere Funktionen sind die Lebensspannenanzeige (parallele Darstellung der „Lebensleiste“ mehrerer Personen) oder die Verwandtschaftsberechnung (ergibt z. B. „Karl N. ist der Großonkel von Lisa M.“).
Neben Personen-, Familien-, Orts- und Quellenlisten enthält das Programm eine Kalenderfunktion, die als Tag-, Monats- oder Jahresansicht die enthaltenen Datumsangaben auflistet (z. B. „N.N., heute: 227. Todestag“).
Es stehen eine Volltextsuche sowie weitere Suchfunktionen zur Verfügung, durch die umfangreiche Datenbestände eingegrenzt werden können. Dazu gehört die Soundex-Suche (Namen nach Aussprache suchen), die jedoch noch nicht ganz zuverlässig arbeitet, da die Aussprache deutscher Umlaute ignoriert wird.
„Sammelbehälter“ und „Aufgabenordner“ sowie ein „Forschungsassistent“ ergänzen die Arbeitsmöglichkeiten.
Ausdrucke können druckeroptimiert erfolgen.
Ab Version 4.0 ist ein PunBB-Diskussions-Forum als Modul integriert.

## Verwaltung
Der Administrator hat umfangreiche Konfigurationsmöglichkeiten in den Kategorien: Gedcom-Grundlagen, Multimedia, Zugang und Privatsphäre, Bildschirm und Layout, Bearbeitungsoptionen, Benutzeroptionen, Kontaktinformation, Konfiguration Meta-Tags. Er kann dabei u. a. die Unterstützung für 22 Sprachen aktivieren oder verschiedene Themes zulassen.
Das Programm bietet eine mehrstufige Benutzerverwaltung für die Funktionen:
- zugreifen (alle Daten lesen)
- bearbeiten (Daten hinzufügen oder verändern)
- übernehmen (Änderungen anderer Benutzer bestätigen)
- GEDCOM verwalten (Einlesen der GEDCOM-Datei)

Jeder registrierte Benutzer kann sich sein eigenes GedView-Portal zusammenstellen.